# No passaran

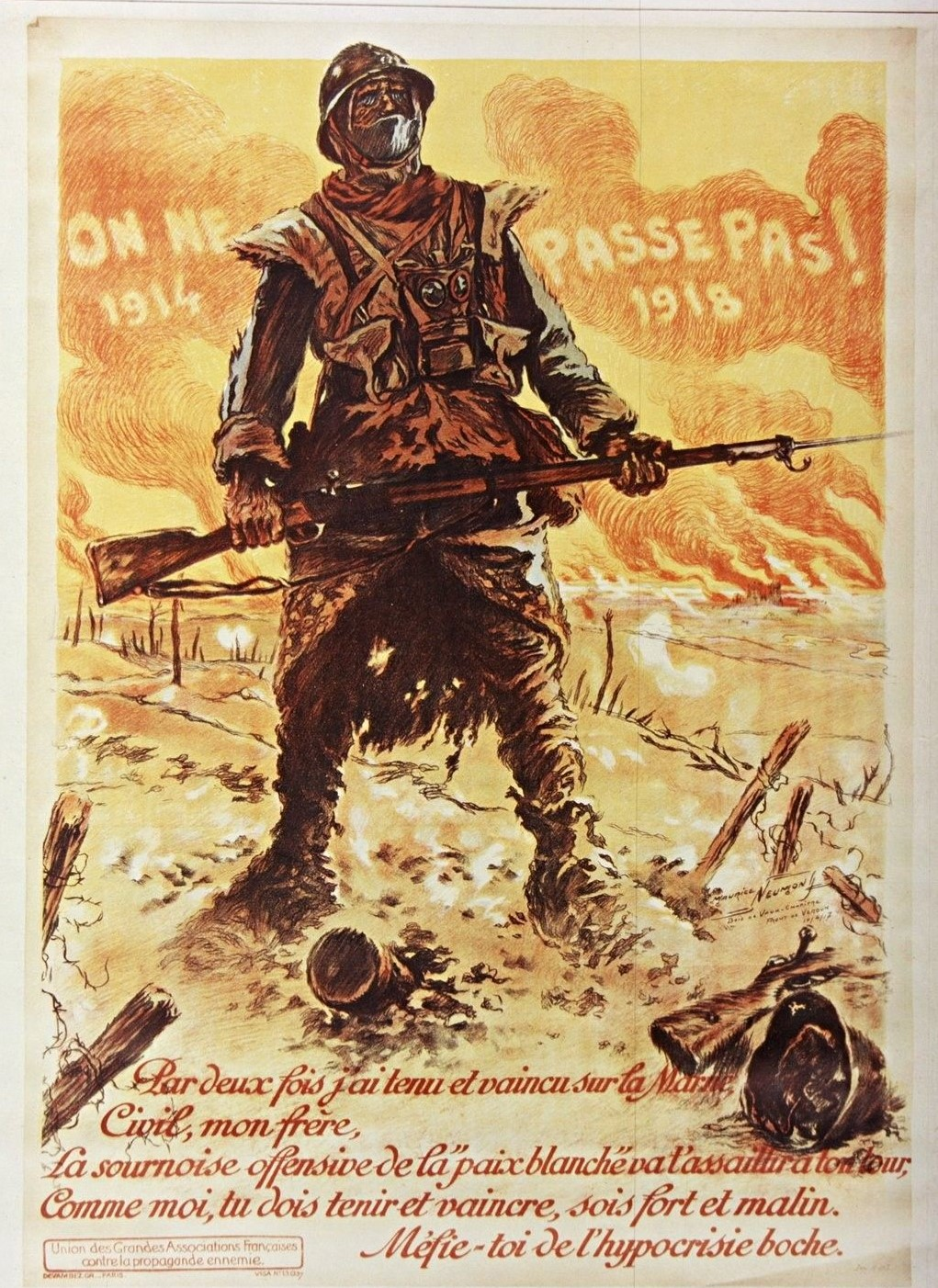
On Ne Passe Pas!
Pòster propagandístic de Maurice Neumont

«No passaran!» (francès: «Ils ne passeront pas», castellà: «¡No pasarán!», anglès: «They shall not pass», alemany: «Sie kommen nicht durch», jiddisch:«זײ װעלן ניט דורכגײן») és l'eslògan emprat per a expressar la determinació de defensar una posició contra l'enemic. La primera referència que se'n té és de la batalla de Verdun a la Primera Guerra Mundial, pronunciada pel general francès Robert Nivelle (tot i que hi ha qui l'atribueix al seu comandant, en Philippe Pétain). Apareixerà després en cartells propagandístics, com el d'en Maurice Neumont després de la Segona Batalla del Marne, amb la forma «On ne passe pas!», que serà l'adoptada a les plaques dels uniformes de la Línia Maginot.
Dolores Ibárruri (La Pasionaria, una de les fundadores del PCE) la va tornar a emprar més tard durant l'assetjament de Madrid, a la Guerra Civil espanyola (1936-1939), sota la forma castellana «¡No pasarán!».Ha arribat a ser un eslògan internacional antifeixista i encara ara s'empra en els cercles polítics de l'esquerra.
Sovint s'ha respost a aquesta expressió amb un «Passarem». La resposta de la dreta «Hemos pasado» és del general Francisco Franco, quan les tropes rebels varen aconseguir entrar finalment a Madrid, i amb aquest títol la cantant Celia Gámez va gravar un xotis en què es fa burla del "¡No pasarán!" republicà.
Apel·les Mestres va guanyar el 1915 l'englantina d'or per uns poemes sobre la Primera Guerra Mundial on consta la famosa poesia "No passareu!" (La Cançó dels Invadits), per la qual va rebre la medalla d'honor de la República francesa.

## Usos en la música
- Ja durant la Guerra Civil espanyola es va fer una cançó amb aquest títol, que entonaven els milicians i soldats republicans. Posteriorment l'han interpretat cantants com Joan Manuel Serrat, entre d'altres.
- El cantant nicaragüenc Carlos Mejía Godoy té una cançó amb aquest títol.
- El grup madrileny Boikot també té una cançó amb aquest títol en què fusionen les cançons republicanes Bella ciao i Puente de los Franceses (amb lleugeres modificacions).
- No pasaran és el títol d'un àlbum del grup polonès Blade Loki.
- El grup de folk-rock Mesclat en va incloure la versió original catalana al seu disc Cròniques Colonials, de l'any 2007.

## Usos en elcinema
- Una lleugera variació es pot veure a la primera pel·lícula d'El Senyor dels Anells, quan en Gandalf s'enfronta a en Balrog a les Mines de Mòria i li barra el pas cridant «No passaràs!». Curiosament en J.R.R. Tolkien va lluitar a la Primera Guerra Mundial, tot i que no a Verdun.
- Els Monty Python també l'empren a la seva pel·lícula Monty Python and the quest for the Holy Grail (cat. Els Monty Python i la recerca del Sant Graal), a la seqüència de la lluita contra el Cavaller Negre.
- En el còmic Astèrix a Hispània un al·lotet hispà parafraseja aquesta expressió quan les tropes d'en Juli Cèsar s'apropen al seu poble.